# Mike Webster
Michael „Mike“ Lewis Webster (* 18. März 1952 in Tomahawk, Wisconsin; † 24. September 2002 in Pittsburgh, Pennsylvania), genannt „Iron Mike“ (Eiserner Mike), war ein American-Football-Spieler. Er spielte von 1974 bis 1990 in der National Football League (NFL) auf der Position des Center für die Pittsburgh Steelers und die Kansas City Chiefs. Er ist Mitglied in der Pro Football Hall of Fame.

## Leben

### Football-Karriere
Webster spielte während seiner College-Zeit an der Universität von Wisconsin. Er wurde 1974 in der fünften Runde des NFL Draft von den Pittsburgh Steelers ausgewählt. Zunächst spielte er hier auf der Position des Guards, bevor er sich ab 1976 für den Rest seiner Laufbahn auf der Position des Centers etablieren konnte. Zwischen 1975 und 1986 bestritt er 177 Spiele der Pittsburgh Steelers in Folge.
Dies sowie seine Kondition und Physis brachten ihm seinen Spitznamen „Iron Mike“ ein. Zusammen mit Ray Mansfield, Dermontti Dawson und Jeff Hartings war er von 1964 bis 2006 einer von nur vier Spielern, die für die Steelers auf der Position des Centers regelmäßig starteten. Dies sorgte für eine in anderen NFL-Teams nicht erreichte Stabilität auf dieser Position. Neun Jahre war er der Offensive-Captain der Mannschaft.
Nachdem sein Vertrag bei den Steelers 1988 ausgelaufen war, unterschrieb er bei den Kansas City Chiefs einen Vertrag als Trainer für die Offensive Line. Allerdings begann er bereits nach wenigen Wochen wieder als aktiver Spieler mitzutrainieren und spielte die kommenden zwei Spielzeiten bis zu seinem Karriereende 1990 bei den Chiefs als Center.
Insgesamt gewann er mit den Steelers viermal den Super Bowl, wurde neunmal in den Pro Bowl gewählt und ebenfalls neunmal in das All Pro Team. Webster wurde 1997 in die Pro Football Hall of Fame aufgenommen. Er ist ebenfalls Mitglied des NFL 1980s All-Decade Team, des NFL 1970s All-Decade Team und des NFL 75th Anniversary All-Time Team. 2007 wurde er posthum in die Wisconsin Athletic Hall of Fame aufgenommen.

### Nach der Profikarriere
Webster versuchte zunächst, seinen Lebensunterhalt als Verkäufer zu verdienen. Allerdings musste er dies nach kurzer Zeit aufgeben, da er unter dem Postkommotionellen Syndrom litt. Damit einher gingen Sprachstörungen, der teilweise Verlust des Gehörs, andauerndes Kopf- und Handzittern, Konzentrationsstörungen und zeitweiser Gedächtnisverlust. Als Ursache gelten, ähnlich wie bei Harry Carson, die unbehandelten Gehirnerschütterungen während seiner Zeit als NFL-Spieler.
Wegen seiner Krankheit konnte er keiner geregelten Arbeit nachgehen. Er verschuldete sich und lebte zeitweise in seinem Auto, bevor er schließlich bei seinem jüngsten Sohn einzog.
Er fälschte Rezepte für Ritalin, um seine Gedächtnisstörungen zu bekämpfen. Seine Frau ließ sich von ihm scheiden. Nachdem 1999 seine Erkrankung durch Gutachten auf seine Zeit in der NFL zurückgeführt werden konnte, verklagte er die NFL auf Pensionszahlungen, die ihn für die erlittene geistige und körperliche Beeinträchtigung entschädigen sollten.

## Tod
Noch bevor der Prozess im Jahr 2005 endgültig abgeschlossen werden konnte, starb Webster 2002 mit 50 Jahren an einem Herzinfarkt. Er hinterließ zwei Töchter und zwei Söhne. Nach seinem Tod wurde in einer Autopsie durch Bennet Omalu eine chronisch-traumatische Enzephalopathie (CTE) diagnostiziert, so wie bei vielen ehemaligen NFL-Spielern, die mehrere Gehirnerschütterungen während ihrer Karriere erlebt haben.
Websters Leben steht im Mittelpunkt des amerikanischen Filmdramas Erschütternde Wahrheit (Originaltitel Concussion) aus dem Jahr 2015, in dem das Thema CTE aufgegriffen wird.